# Euphorbia susan-holmesiae
Euphorbia susan-holmesiae là một loài thực vật có hoa trong họ Đại kích. Loài này được Binojk. & Gopalan mô tả khoa học đầu tiên năm 1993.